# 斯圖勒居特峰
61°25′48″N 8°14′30″E / 61.43000°N 8.24167°E

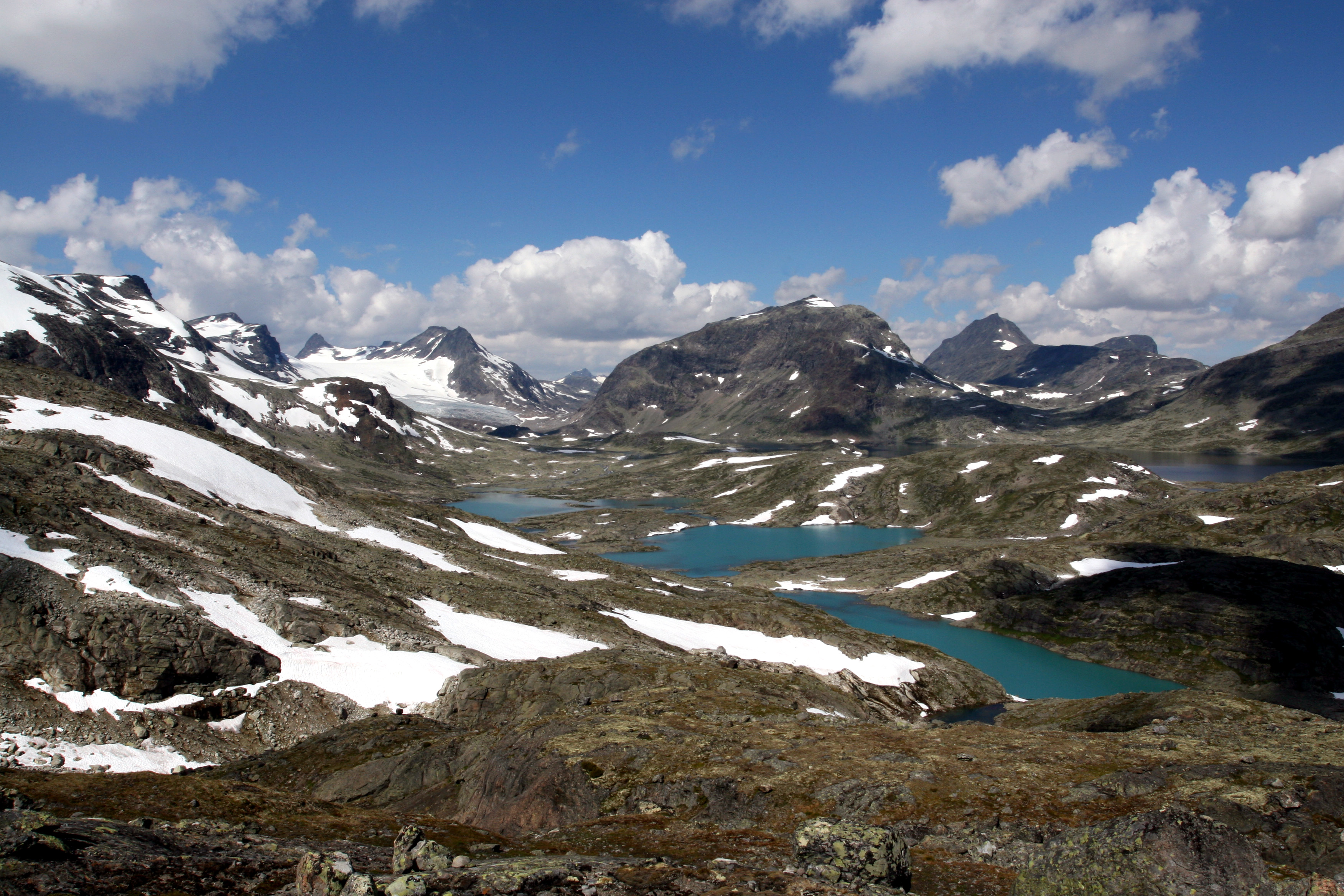
一張包含斯圖勒居特峰(在中間)的風景照片

斯圖勒居特峰是挪威的山峰，位於該國西南部韋斯特蘭郡，處於呂斯特，距離首都奧斯陸210公里，屬於尤通黑門山脈的一部分，海拔高度1,470米。